# ترانه‌شناسی لرد
لرد خواننده-ترانه‌سرای نیوزیلندی است که چهار آلبوم استودیویی، چهار آلبوم چندآهنگه (ئی‌پی)، ۱۶ تک‌آهنگ و ۱۶ موزیک ویدئو منتشر کرده است. او در ۱۳ سالگی قراردادی گروه موسیقی یونیورسال (یوام‌جی) بست و شروع به نوشتن موسیقی کرد. در نوامبر ۲۰۱۲ هنگامی که ۱۶ ساله بود، اولین ئی‌پی خود به نام ئی‌پی باشگاه عشق را به عنوان ناشر مؤلف از طریق ساوندکلاود منتشر کرد. این ئی‌پی در مارس ۲۰۱۳ توسط یوام‌جی برای فروش عرضه شد. در اوایل سال ۲۰۱۳، ترانه‌ای از این ای‌پی به نام «سلطنتی‌ها» قبل از پرطرفدار شدن، در نیوزیلند منتشر شد. بعداً در همان سال، «سلطنتی‌ها» در صدر جدول‌های بین‌المللی متعددی از جمله ۱۰۰ آهنگ داغ بیلبورد ایالات متحده قرار گرفت. این ترانه با فروش بیش از ۱۰ میلیون نسخه در سراسر جهان، به یکی از پرفروش‌ترین تک‌آهنگ‌های تاریخ تبدیل شده است.
در سپتامبر ۲۰۱۳، لرد اولین آلبوم استودیویی خود به نام قهرمان محض را منتشر کرد که شامل «سلطنتی‌ها» نیز می‌شد. این آلبوم در جدول‌های فروش نیوزیلند و استرالیا در رتبه یک قرار گرفت و در چندین کشور گواهی‌نامه‌هایی نیز دریافت کرد. از مه ۲۰۱۷، این آلبوم بیش از چهار میلیون نسخه در سراسر جهان به فروش رسانده است. قهرمان محض با سه تک‌آهنگ دیگر: «زمین تنیس»، «تیم» و «شکوه و خون» پشتیبانی شد. آلبوم در مرحله اول، در جدول نیوزیلند صدرنشین شد و در مرحله نهایی نیز در نیوزیلند، کانادا و ایالات متحده جزء ده آلبوم برتر قرار گرفت. در سپتامبر ۲۰۱۴، لرد «شراره‌های زرد آتش» را به عنوان تک‌آهنگ اصلی آلبوم موسیقی متن برای فیلم بازی‌های گرسنگی: زاغ مقلد - بخش ۱ (۲۰۱۴) منتشر کرد.
دومین آلبوم استودیویی وی به نام ملودراما، در ژوئن سال ۲۰۱۷ منتشر شد و در جدول نیوزیلند، استرالیا و ایالات متحده به رتبه یک رسید. این آلبوم با سه تک‌آهنگ: «چراغ سبز»، «مکان‌های خوب» و ریمیکس «دینامیت خانگی» با خالید، سزا و پست مالون پشتیبانی شد. آلبوم در استرالیا و کانادا در ده رتبه برتر بود در حالی که در انگلیس و ایالات متحده در موقعیت‌های سطح پایین قرار گرفت.

## آلبوم‌ها

### آلبوم‌های استودیویی
| عنوان      | اطلاعات آلبوم                                                                                      | موقعیت در جدول‌ها | موقعیت در جدول‌ها | موقعیت در جدول‌ها | موقعیت در جدول‌ها | موقعیت در جدول‌ها | موقعیت در جدول‌ها | موقعیت در جدول‌ها | موقعیت در جدول‌ها | موقعیت در جدول‌ها | موقعیت در جدول‌ها | فروش                                                                           | گواهی‌نامه‌ها |
| عنوان      | اطلاعات آلبوم                                                                                      | نیوزیلند         | استرالیا         | کانادا           | دانمارک          | فرانسه           | آلمان            | اسکاتلند         | سوئد             | بریتانیا         | ایالات متحده     | فروش                                                                           | گواهی‌نامه‌ها |
| ---------- | -------------------------------------------------------------------------------------------------- | ---------------- | ---------------- | ---------------- | ---------------- | ---------------- | ---------------- | ---------------- | ---------------- | ---------------- | ---------------- | ------------------------------------------------------------------------------ | --- |
| قهرمان محض | - انتشار: ۲۷ سپتامبر ۲۰۱۳ - ناشر: یوام‌جی، ویرجین، ریپابلیک - فرمت: سی‌دی، ال‌پی، دانلود دیجیتال      | ۱                | ۱                | ۲                | ۱۲               | ۲۰               | ۱۳               | ۶                | ۶                | ۴                | ۳                | - جهانی: ۶٬۰۰۰٬۰۰۰ - استرالیا: ۱۰۰٬۰۰۰ - ایالات متحده: ۱٬۷۰۰٬۰۰۰               | - نیوزیلند: ۵× پلاتین - استرالیا: ۴× پلاتین - بریتانیا: پلاتین - آلمان: طلا - آی‌اف‌پی‌آی دانمارک: طلا - آی‌اف‌پی‌آی سوئد: طلا - کانادا: ۲× پلاتین - اس‌ان‌ای‌پی: طلا - آرآی‌ای‌ای: ۳× پلاتین |
| ملودراما   | - انتشار: ۱۶ ژوئن ۲۰۱۷ - ناشر: یوام‌جی، ویرجین ای‌ام‌آی، ریپابلیک - فرمت: سی‌دی، ال‌پی، دانلود دیجیتال  | ۱                | ۱                | ۱                | ۶                | ۲۹               | ۱۱               | ۷                | ۱۰               | ۵                | ۱                | - جهانی: ۴۰۰٬۰۰۰ - استرالیا: ۱۲٬۰۰۱ - بریتانیا: ۶۰٬۰۰۰ - ایالات متحده: ۱۰۹٬۰۰۰ | - نیوزیلند: ۲× پلاتین - استرالیا: پلاتین - بریتانیا: طلا - آی‌اف‌پی‌آی دانمارک: طلا - کانادا: پلاتین - آرآی‌ای‌ای: طلا                                                                  |
| سولار پاور | - انتشار: ۲۰ اوت ۲۰۲۱ - ناشر: یوام‌جی، ویرجین ئی‌ام‌آی، ریپابلیک - فرمت: ال‌پی، دانلود دیجیتال، استریم | ۱                | ۱                | ۶                | ۱۰               | ۱۶               | ۴                | ۲                | ۱۸               | ۲                | ۵                |                                                                                | - نیوزیلند: طلا - بریتانیا: نقره |
| باکره      | - انتشار: ۲۷ ژوئن ۲۰۲۵ - ناشر: یوام‌جی - فرمت: CD, دانلود دیجیتال، ال‌پی، استریم                     | ۱                | ۱                | ۳                | ۱۲               | ۲۶               | ۳                | ۱                | ۱۴               | ۱                | ۲                |                                                                                | |

### آلبوم‌های موسیقی متن
| عنوان                                                  | اطلاعات آلبوم                                                          | موقعیت در جدول‌ها | موقعیت در جدول‌ها | موقعیت در جدول‌ها | موقعیت در جدول‌ها | موقعیت در جدول‌ها | موقعیت در جدول‌ها | موقعیت در جدول‌ها     | فروش                   |
| عنوان                                                  | اطلاعات آلبوم                                                          | نیوزیلند         | استرالیا         | کانادا           | آلمان            | بریتانیا         | ایالات متحده     | ساندترک ایالات متحده | فروش                   |
| ------------------------------------------------------ | ---------------------------------------------------------------------- | ---------------- | ---------------- | ---------------- | ---------------- | ---------------- | ---------------- | -------------------- | ---------------------- |
| بازی‌های گرسنگی: زاغ مقلد - بخش ۱ (توسط هنرمندان مختلف) | - انتشار: ۱۷ نوامبر ۲۰۱۴ - ناشر: ریپابلیک - قالب: سی‌دی، دانلود دیجیتال | ۹                | ۳۶               | ۲۲               | ۷۳               | ۳۵               | ۱۸               | ۳                    | - ایالات متحده: ۲۱٬۰۰۰ |

## آلبوم چندآهنگه
| عنوان            | اطلاعات آلبوم چندآهنگه                                                                   | موقعیت در جدول‌ها             | موقعیت در جدول‌ها             | موقعیت در جدول‌ها             | موقعیت در جدول‌ها             | فروش                     | گواهی‌نامه‌ها                              |
| عنوان            | اطلاعات آلبوم چندآهنگه                                                                   | نیوزیلند                     | استرالیا                     | کانادا                       | ایالات متحده                 | فروش                     | گواهی‌نامه‌ها                              |
| ---------------- | ---------------------------------------------------------------------------------------- | ---------------------------- | ---------------------------- | ---------------------------- | ---------------------------- | ------------------------ | ---------------------------------------- |
| ایی‌پی باشگاه عشق | - انتشار: ۸ مارس ۲۰۱۳ - ناشر: یوام‌جی - قالب: سی‌دی، دانلود دیجیتال، ۱۰اینچ وینیل          | ۲                            | ۲                            | ۲۲                           | ۲۳                           | - ایالات متحده: ۶۰٬۰۰۰   | - نیوزیلند: پلاتین - استرالیا: ۹× پلاتین |
| ای‌پی زمین تنیس   | - انتشار: ۷ ژوئن ۲۰۱۳ - ناشر: یوام‌جی، ویرجین ای‌ام‌آی - قالب: دانلود دیجیتال، ۱۰اینچ وینیل | در این کشورها منتشر نشده است | در این کشورها منتشر نشده است | در این کشورها منتشر نشده است | در این کشورها منتشر نشده است |                          |                                          |
| زنده در کنسرت    | - انتشار: ۱ نوامبر ۲۰۱۳ - ناشر: یوام‌جی - قالب: پخش شنیداری                               | —                            | —                            | —                            | —                            | برای فروش منتشر نشده است |                                          |
| ته آئو ماراما    | - انتشار: ۹ سپتامبر ۲۰۲۱ - ناشر: یوام‌جی - فرمت: دانلود دیجیتال، استریمینگ                | ۸                            | —                            | —                            | —                            |                          |                                          |

## تک‌آهنگ‌ها

### به عنوان خواننده اصلی
| عنوان                                                                         | سال  | موقعیت در جدول‌ها | موقعیت در جدول‌ها | موقعیت در جدول‌ها | موقعیت در جدول‌ها | موقعیت در جدول‌ها | موقعیت در جدول‌ها | موقعیت در جدول‌ها | موقعیت در جدول‌ها | موقعیت در جدول‌ها | موقعیت در جدول‌ها | گواهی‌نامه‌ها | آلبوم                            |
| عنوان                                                                         | سال  | نیوزیلند         | استرالیا         | کانادا           | دانمارک          | فرانسه           | آلمان            | ایتالیا          | سوئد             | بریتانیا         | ایالات متحده     | گواهی‌نامه‌ها | آلبوم                            |
| ----------------------------------------------------------------------------- | ---- | ---------------- | ---------------- | ---------------- | ---------------- | ---------------- | ---------------- | ---------------- | ---------------- | ---------------- | ---------------- | --- | -------------------------------- |
| «سلطنتی‌ها»                                                                    | ۲۰۱۳ | ۱                | —                | ۱                | ۳                | ۴                | ۸                | ۱                | ۴                | ۱                | ۱                | - نیوزیلند: ۶× پلاتین - بریتانیا: ۲× پلاتین - آلمان: ۳× طلا - ایتالیا: ۲× پلاتین - دانمارک: پلاتین - آی‌اف‌پی‌آی سوئد: ۲× پلاتین - کانادا: ۷× پلاتین - آرآی‌ای‌ای: الماس                     | قهرمان محض                       |
| «زمین تنیس»                                                                   | ۲۰۱۳ | ۱                | ۲۰               | ۷۸               | —                | ۱۹۳              | ۸۳               | —                | —                | ۷۸               | ۷۱               | - نیوزیلند: ۳× پلاتین - استرالیا: ۳× پلاتین - بریتانیا: نقره - کانادا: پلاتین | قهرمان محض                       |
| «تیم»                                                                         | ۲۰۱۳ | ۳                | ۱۹               | ۳                | ۲۰               | ۲۴               | ۲۰               | ۱۹               | ۳۹               | ۲۹               | ۶                | - نیوزیلند: ۳× پلاتین - استرالیا: ۳× پلاتین - بریتانیا: طلا - آلمان: طلا - ایتالیا: پلاتین - آی‌اف‌پی‌آی دانمارک: پلاتین - آی‌اف‌پی‌آی سوئد: پلاتین - کانادا: ۴× پلاتین - آرآی‌ای‌ای: ۴× پلاتین | قهرمان محض                       |
| «شکوه و خون»                                                                  | ۲۰۱۴ | —                | ۱۰۰              | —                | —                | —                | —                | —                | —                | —                | ۶۸               | - استرالیا: طلا | قهرمان محض                       |
| «شراره‌های زرد آتش»                                                            | ۲۰۱۴ | ۴                | ۲۵               | ۲۱               | —                | ۹۳               | ۳۸               | ۸۶               | —                | ۷۱               | ۳۴               | - نیوزیلند: پلاتین - استرالیا: پلاتین | بازی‌های گرسنگی: زاغ مقلد - بخش ۱ |
| «چراغ سبز»                                                                    | ۲۰۱۷ | ۱                | ۴                | ۹                | —                | ۲۴               | ۳۳               | ۲۹               | ۵۸               | ۲۰               | ۱۹               | - نیوزیلند: ۲× پلاتین - استرالیا: ۴× پلاتین - بریتانیا: پلاتین - آلمان: طلا - ایتالیا: پلاتین - آی‌اف‌پی‌آی دانمارک: طلا - کانادا: ۲× پلاتین - آرآی‌ای‌ای: پلاتین                            | ملودراما                         |
| «مکان‌های خوب»                                                                 | ۲۰۱۷ | ۱۱               | ۴۴               | ۷۶               | —                | —                | —                | —                | —                | ۹۵               | —                | - نیوزیلند: طلا - استرالیا: پلاتین - کانادا: طلا - آمریکا: طلا | ملودراما                         |
| «دینامیت خانگی» (همراه با خالید، پست مالون و سزا)                             | ۲۰۱۷ | ۱۳               | ۲۳               | ۵۴               | —                | —                | —                | —                | ۸۴               | ۸۲               | ۹۲               | - نیوزیلند: پلاتین - استرالیا: ۲× پلاتین - بریتانیا: نقره - کانادا: پلاتین - آمریکا: پلاتین                                                                                             | ملودراما                         |
| «سولار پاور»                                                                  | ۲۰۲۱ | ۲                | ۱۴               | ۲۲               | —                | —                | ۱۱               | ۹۹               | ۵۴               | ۱۷               | ۶۴               | - نیوزیلند: طلا - بریتانیا: نقره | سولار پاور                       |
| «نشئه در سالن ناخن»                                                           | ۲۰۲۱ | ۲۲               | ۶۰               | —                | —                | —                | ۷۵               | —                | —                | ۸۵               | —                | | سولار پاور                       |
| «مود رینگ»                                                                    | ۲۰۲۱ | ۱۰               | ۲۹               | ۷۶               | —                | —                | ۴۴               | —                | —                | ۴۸               | —                | | سولار پاور                       |
| «میوه افتاده»                                                                 | ۲۰۲۱ | —                | —                | —                | —                | —                | —                | —                | —                | —                | —                | | سولار پاور                       |
| نشانهٔ «—» مواردی را نشان می‌دهد که در آن کشور منتشر نشده یا به جدول نرسیده‌اند. |      |                  |                  |                  |                  |                  |                  |                  |                  |                  |                  | |                                  |

### به عنوان خواننده همراه
| عنوان                                                                         | سال  | موقعیت‌ها | موقعیت‌ها | موقعیت‌ها | موقعیت‌ها | موقعیت‌ها | موقعیت‌ها | موقعیت‌ها | موقعیت‌ها | موقعیت‌ها                | موقعیت‌ها             | گواهی‌نامه‌ها                                               | آلبوم             |
| عنوان                                                                         | سال  | نیوزیلند | استرالیا | بلژیک    | کانادا   | فرانسه   | ایرلند   | هلند     | بریتانیا | ایالات متحده فوران‌کننده | ایالات متحده الکتریک | گواهی‌نامه‌ها                                               | آلبوم             |
| ----------------------------------------------------------------------------- | ---- | -------- | -------- | -------- | -------- | -------- | -------- | -------- | -------- | ----------------------- | -------------------- | --------------------------------------------------------- | ----------------- |
| «تیم پخش‌کننده توپ» (همراه #کیویزکیوربتن)                                      | ۲۰۱۵ | ۲        | —        | —        | —        | —        | —        | —        | —        | —                       | —                    |                                                           | تک‌آهنگ بدون آلبوم |
| «آهن‌ربا» (دیسکلوژر با همراهی لرد)                                             | ۲۰۱۵ | ۲        | ۱۴       | ۳۶       | ۵۸       | ۸۷       | ۶۴       | ۷۴       | ۷۱       | ۲                       | ۸                    | - نیوزیلند: ۲× پلاتین - استرالیا: پلاتین - بریتانیا: نقره | سیاه‌گوش           |
| نشانهٔ «—» مواردی را نشان می‌دهد که در آن کشور منتشر نشده یا به جدول نرسیده‌اند. |      |          |          |          |          |          |          |          |          |                         |                      |                                                           |                   |

### تک‌آهنگ‌های تبلیغاتی
| عنوان                                                                         | سال  | موقعیت‌ها | موقعیت‌ها | موقعیت‌ها | موقعیت‌ها | موقعیت‌ها | موقعیت‌ها | موقعیت‌ها     | موقعیت‌ها         | موقعیت‌ها                       | گواهی‌نامه‌ها                                                                       | آلبوم                            |
| عنوان                                                                         | سال  | نیوزیلند | استرالیا | کانادا   | فرانسه   | ایرلند   | بریتانیا | ایالات متحده | ایالات متحده راک | ایالات متحده آلترناتیو دیجیتال | گواهی‌نامه‌ها                                                                       | آلبوم                            |
| ----------------------------------------------------------------------------- | ---- | -------- | -------- | -------- | -------- | -------- | -------- | ------------ | ---------------- | ------------------------------ | --------------------------------------------------------------------------------- | -------------------------------- |
| «شجاعت ظاهری»                                                                 | ۲۰۱۳ | —        | —        | —        | —        | —        | —        | —            | ۲۹               | —                              |                                                                                   | ای‌پی باشگاه عشق                  |
| «فصل تراشیدن مو»                                                              | ۲۰۱۳ | —        | —        | —        | —        | —        | —        | —            | ۲۹               | —                              |                                                                                   | قهرمان محض                       |
| «دنده‌ها»                                                                      | ۲۰۱۳ | ۲۹       | —        | —        | —        | —        | —        | —            | ۲۶               | —                              |                                                                                   | قهرمان محض                       |
| «بهتر نیست»                                                                   | ۲۰۱۳ | —        | —        | —        | —        | —        | —        | —            | —                | —                              |                                                                                   | قهرمان محض                       |
| «سوسو زدن (دوباره‌کار کانیه وست)»                                              | ۲۰۱۴ | —        | —        | —        | —        | —        | —        | —            | —                | —                              |                                                                                   | بازی‌های گرسنگی: زاغ مقلد - بخش ۱ |
| «زیادی بودن»                                                                  | ۲۰۱۷ | ۸        | ۴۲       | ۶۲       | ۵۴       | ۷۴       | ۸۴       | ۷۸           | —                | ۳                              | - نیوزیلند: طلا - استرالیا: پلاتین - بریتانیا: نقره - کانادا: طلا - استرالیا: طلا | ملودراما                         |
| «هوشیار»                                                                      | ۲۰۱۷ | ۱۸       | ۶۱       | ۸۴       | —        | —        | —        | —            | —                | ۳                              | - استرالیا: طلا                                                                   | ملودراما                         |
| نشانهٔ «—» مواردی را نشان می‌دهد که در آن کشور منتشر نشده یا به جدول نرسیده‌اند. |      |          |          |          |          |          |          |              |                  |                                |                                                                                   |                                  |

## سایر آهنگ‌های راه یافته به جدول‌ها
| عنوان                                                                         | سال  | موقعیت در جدول‌ها | موقعیت در جدول‌ها | موقعیت در جدول‌ها | موقعیت در جدول‌ها | موقعیت در جدول‌ها | موقعیت در جدول‌ها | موقعیت در جدول‌ها        | موقعیت در جدول‌ها | موقعیت در جدول‌ها               | گواهی‌نامه‌ها                     | آلبوم                            |
| عنوان                                                                         | سال  | نیوزیلند         | استرالیا         | بلژیک            | بلژیک            | فرانسه           | بریتانیا         | ایالات متحده فوران‌کننده | ایالات متحده راک | ایالات متحده آلترناتیو دیجیتال | گواهی‌نامه‌ها                     | آلبوم                            |
| ----------------------------------------------------------------------------- | ---- | ---------------- | ---------------- | ---------------- | ---------------- | ---------------- | ---------------- | ----------------------- | ---------------- | ------------------------------ | ------------------------------- | -------------------------------- |
| «اسکناس میلیون دلاری»                                                         | ۲۰۱۳ | —                | —                | —                | —                | —                | —                | —                       | ۲۹               | —                              |                                 | ای‌پی باشگاه عشق                  |
| «باشگاه عشق»                                                                  | ۲۰۱۳ | ۱۷               | —                | —                | —                | —                | —                | ۲۰                      | ۱۸               | —                              | - نیوزیلند: طلا - استرالیا: طلا | ای‌پی باشگاه عشق                  |
| «مهمانی چرخشی»                                                                | ۲۰۱۳ | ۱۰               | —                | —                | —                | —                | —                | —                       | —                | —                              |                                 | ای‌پی زمین تنیس                   |
| «۴۰۰ لوکس»                                                                    | ۲۰۱۳ | —                | —                | —                | —                | —                | —                | —                       | ۲۰               | ۲۰                             |                                 | قهرمان محض                       |
| «هنوز صانع»                                                                   | ۲۰۱۳ | —                | —                | —                | —                | —                | —                | —                       | ۴۵               | —                              |                                 | قهرمان محض                       |
| «نوجوانان دندان سفید»                                                         | ۲۰۱۳ | —                | —                | —                | —                | —                | —                | —                       | ۳۳               | —                              |                                 | قهرمان محض                       |
| «جهان تنها»                                                                   | ۲۰۱۳ | —                | —                | —                | —                | —                | —                | —                       | ۳۸               | —                              |                                 | قهرمان محض                       |
| «همه می‌خواهند بر جهان حکومت کنند»                                             | ۲۰۱۳ | ۱۴               | ۵۳               | —                | —                | ۹۳               | ۶۵               | —                       | ۲۷               | ۱۵                             | - استرالیا: طلا                 | بازی‌های گرسنگی: اشتعال           |
| «فروگداخت» (استرومای با همراهی پوشا تی، کیو-تیپ، هایم و لرد)                  | ۲۰۱۴ | —                | —                | ۷                | ۵                | ۱۰۷              | —                | —                       | —                | —                              |                                 | بازی‌های گرسنگی: زاغ مقلد - بخش ۱ |
| «آهنگ نردبان»                                                                 | ۲۰۱۴ | —                | —                | —                | —                | —                | —                | —                       | ۴۳               | —                              |                                 | بازی‌های گرسنگی: زاغ مقلد - بخش ۱ |
| «دینامیت خانگی»                                                               | ۲۰۱۷ | ۱۳               | —                | ۵                | ۶                | —                | ۸۲               | —                       | —                | ۵                              |                                 | ملودراما                         |
| «لوور»                                                                        | ۲۰۱۷ | —                | —                | —                | —                | —                | —                | —                       | —                | —                              | - استرالیا: طلا                 | ملودراما                         |
| «کینه/بی‌عشق»                                                                  | ۲۰۱۷ | —                | —                | —                | —                | —                | —                | —                       | —                | —                              |                                 | ملودراما                         |
| «هوشیار ۲ (ملودراما)»                                                         | ۲۰۱۷ | —                | —                | —                | —                | —                | —                | —                       | —                | —                              |                                 | ملودراما                         |
| «نویسنده در تاریکی»                                                           | ۲۰۱۷ | —                | —                | —                | —                | —                | —                | —                       | —                | —                              |                                 | ملودراما                         |
| «سوپرکات»                                                                     | ۲۰۱۷ | —                | —                | —                | —                | —                | —                | —                       | —                | —                              | - استرالیا: طلا                 | ملودراما                         |
| «زیادی بود (تکرار)»                                                           | ۲۰۱۷ | —                | —                | —                | —                | —                | —                | —                       | —                | —                              |                                 | ملودراما                         |
| «سوپرکات» (ای‌ال-پی ریمیکس) (با همراهی ران د جولز)                             | ۲۰۱۸ | —                | —                | —                | —                | —                | —                | —                       | —                | —                              |                                 | ترانه بدون آلبوم                 |
| نشانهٔ «—» مواردی را نشان می‌دهد که در آن کشور منتشر نشده یا به جدول نرسیده‌اند. |      |                  |                  |                  |                  |                  |                  |                         |                  |                                |                                 |                                  |

## سایر اجراها
ترانه‌های زیر تک‌آهنگ یا تک‌آهنگ تبلیغاتی نیستند و در آلبوم لرد ظاهر نشده‌اند:
| عنوان                             | سال  | ایفا کننده (های) دیگر                                              | آلبوم                                   |
| --------------------------------- | ---- | ------------------------------------------------------------------ | --------------------------------------- |
| «قطعه ای از ذهن»                  | ۲۰۱۲ | اند تی ور مسکد                                                     | شخصیت‌ها                                 |
| «شن و ماسه جان»                   | ۲۰۱۲ | اند تی ور مسکد                                                     | شخصیت‌ها                                 |
| «همه می‌خواهند در دنیا حکومت کنند» | ۲۰۱۳ | هیچ‌کس                                                              | بازی‌های گرسنگی: زاغ مقلد - بخش ۱        |
| «آسان (صفحه نمایش سوئیچ)»         | ۲۰۱۴ | سان لوکس                                                           | دنیاهای جایگزین                         |
| «سراپا عذرخواهی»                  | ۲۰۱۴ | دیو گرول، کریست ناواسلیک، سنت وینسنت، کیم گوردون، جون جت، پت اسمیر | تالار مشاهیر راک اند رول: در اکتبر ۲۰۱۴ |
| «روتروگرید»                       | ۲۰۱۴ | هیچ‌کس                                                              | تریپل جی - لاک ا ورژن ۱۰                |
| «فروگداخت»                        | ۲۰۱۴ | استرومای، پوشا تی، کیو-تیپ، هایم                                   | بازی‌های گرسنگی: زاغ مقلد - بخش ۱        |
| «آهنگ نردبان»                     |      | هیچ‌کس                                                              | بازی‌های گرسنگی: زاغ مقلد - بخش ۱        |
| «پول نگیر»                        | ۲۰۱۷ | بلیچرز                                                             | ام‌تی‌وی آنپلاگد                          |
| «بلوز»                            | ۲۰۲۱ | کلرو                                                               | زنجیر                                   |

## به عنوان ترانه‌سرا
| عنوان         | سال  | هنرمند                   | آلبوم                            |
| ------------- | ---- | ------------------------ | -------------------------------- |
| «تمام عشق من» | ۲۰۱۴ | میجر لیزر، آریانا گرانده | بازی‌های گرسنگی: زاغ مقلد - بخش ۱ |
| «خطوط قلب»    | ۲۰۱۶ | برودز                    | هوشیار                           |
| «پول نگیر»    | ۲۰۱۷ | بلیچز                    | اکنون از دست رفته                |

## موزیک ویدئوها
| عنوان                                         | سال  | کارگردان                   | م.      |
| --------------------------------------------- | ---- | -------------------------- | ------- |
| «سلطنتی‌ها»                                    | ۲۰۱۳ | جوئل کفلی                  | [ ۱۲۷ ] |
| «زمین تنیس»                                   | ۲۰۱۳ | جوئل کفلی                  | [ ۱۲۸ ] |
| «تیم»                                         | ۲۰۱۳ | یانگ رپلیکنت               | [ ۱۲۹ ] |
| «شراره‌های زرد آتش»                            | ۲۰۱۴ | امیلی کای باک              | [ ۱۳۰ ] |
| «آهن‌ربا»                                      | ۲۰۱۵ | رایان هوپ                  | [ ۱۳۱ ] |
| «چراغ سبز»                                    | ۲۰۱۷ | گرانت سینگر                | [ ۱۳۲ ] |
| «مکان‌های خوب»                                 | ۲۰۱۷ | گرانت سینگر                | [ ۱۳۳ ] |
| «سولار پاور»                                  | ۲۰۲۱ | جوئل کفالی الا یلیچ-اوکانر | [ ۱۳۴ ] |
| «مود رینگ»                                    | ۲۰۲۱ | جوئل کفالی الا یلیچ-اوکانر | [ ۱۳۵ ] |
| «میوه افتاده»                                 | ۲۰۲۱ | جوئل کفالی الا یلیچ-اوکانر | [ ۱۳۶ ] |
| «رهبر رژیمی جدید»                             | ۲۰۲۱ | جوئل کفالی الا یلیچ-اوکانر | [ ۱۳۷ ] |
| «رازهایی از یک دختر (کسی که همه چیز را دیده)» | ۲۰۲۲ | جوئل کفالی الا یلیچ-اوکانر | [ ۱۳۸ ] |
| «راه»                                         | ۲۰۲۲ | جوئل کفالی الا یلیچ-اوکانر | [ ۱۳۹ ] |
| «احساس اقیانوسی»                              | ۲۰۲۲ | جوئل کفالی الا یلیچ-اوکانر | [ ۱۴۰ ] |